# HD 124454
HD 124454，又名CP-52 7087，SAO 241569、HR 5319，是一颗恒星，视星等为6.39，位于銀經315.33，銀緯7.33，其B1900.0坐标为赤經14h 8m 36.5s，赤緯-53° 7.33′ 34″。